# Абрикосовые клёцки

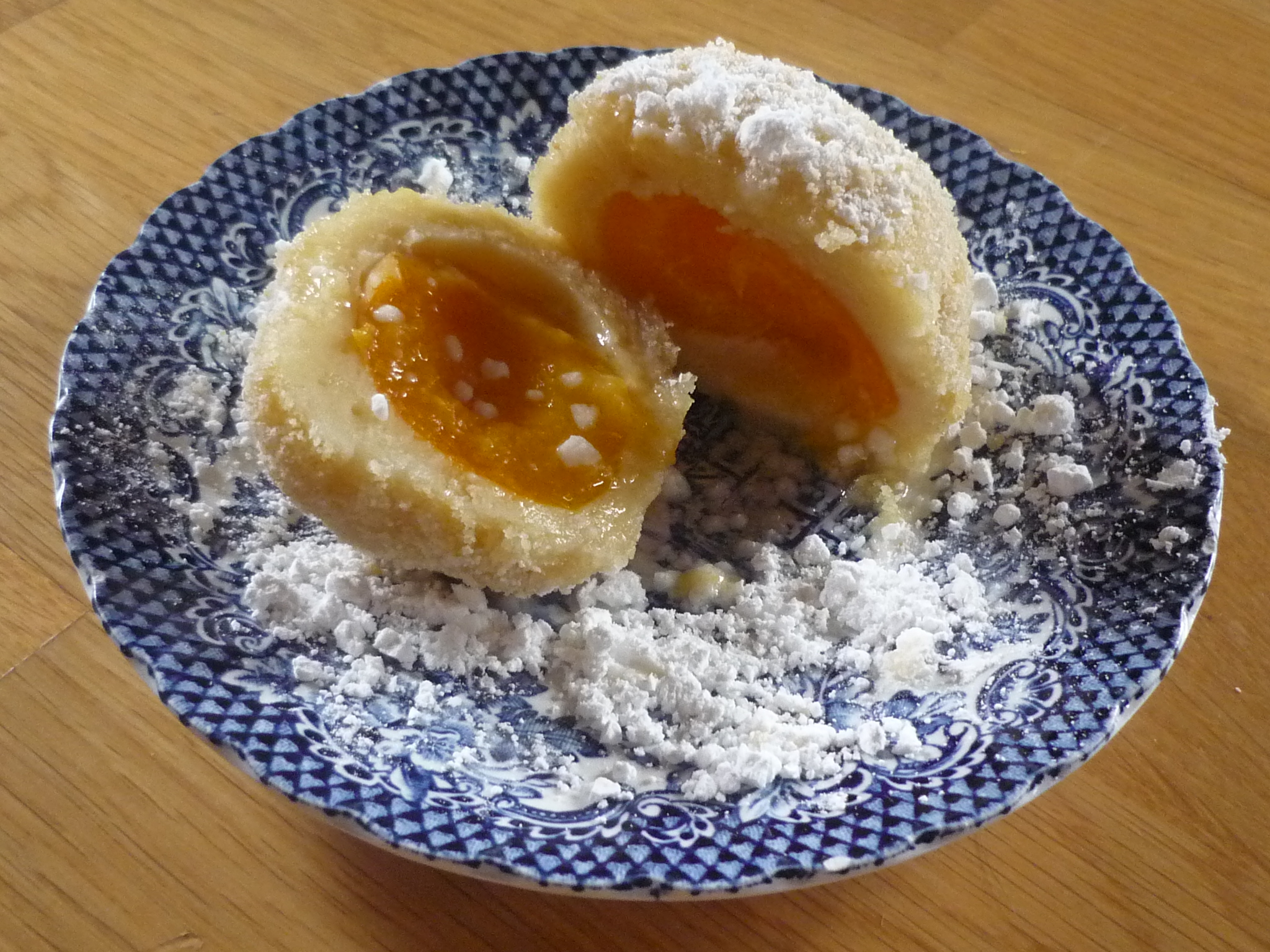
Абрикосовая клёцка в разрезе

Абрикосовые клёцки (мари́лленкнёдель, нем. Marillenknödel) — десертное блюдо австрийской кухни из свежих абрикосов в дрожжевом тесте. Специалитет Нижней Австрии, также известны в баварской кухне.
Название сорта традиционно выращиваемых в долине Вахау вдоль Дуная абрикосов «вахауская марилле» защищено в Европейском союзе. С 1950-х годов в городке Шпиц ежегодно в предпоследние выходные июля проводится фестиваль местного абрикоса, на котором демонстрируется разнообразная региональная продукция из марилле (конфитюр, пироги, шнапс), а главным аттракционом на Церковной площади является «автомат» по приготовлению абрикосовых клёцек.
Для приготовления абрикосовых клёцек плоды с удалёнными косточками начиняют кубиком сахара. Раскатанное тесто разрезают на квадратики под каждый плод и формируют шарики с абрикосом внутри. Заготовкам дают расстояться и отваривают в кипящей воде. Перед подачей обваливают в обжаренных панировочных сухарях и посыпают сахарной пудрой. В некоторых рецептах вместо дрожжевого используют тесто на отварном картофеле или твороге.